# Bairi
Bairi (en tibetano: དཔའ་རིས ; wylie: dpa'a-ris, pinyin tibetano:Bairi) también conocida por su nombre chino de Tianzhu (en chino, 天祝; pinyin, Tiānzhù) es un condado autónomo, bajo la administración directa de la ciudad-prefectura de Wuwei en la provincia de Gansu, República Popular China. Su área es de 7.147 km² y su población es de 210.000 (2004), la capital es el poblado de Huazangsi (华藏寺镇).

## Administración
El condado autónomo de Bairi se divide en 6 poblados y 13 aldeas.
- Poblado Huazangsi (华藏寺镇)
- Poblado Anyuan (安远镇)
- Poblado Dachaigou (打柴沟镇)
- Poblado Haxi (哈溪镇)
- Poblado Songshan (松山镇)
- Poblado Tanshanling (炭山岭镇)
- Aldea Dahonggou (大红沟乡)
- Aldea Danma (旦马乡)
- Aldea Dongdatan (东大滩乡)
- Aldea Dongping (东坪乡)
- Aldea Duoshi (朵什乡)
- Aldea Maozang (毛藏乡)
- Aldea Qilian (祁连乡)
- Aldea Sailalong (赛拉隆乡)
- Aldea Sers (赛什斯乡)
- Aldea Shimen (石门乡)
- Aldea Tiantang (天堂乡)
- Aldea Xidatan (西大滩乡)
- Aldea Zhaxiquglung (抓喜秀龙乡)

## Toponimia
Bairi (དཔ) es la traducción al tibetano del chino Tianzhu (天祝) y significa 'deseo celestial', fue nombrada así en 1936 por Luo Haoxue, una combinación de nombre de dos templos en el condado; Tiantang (天堂寺) y Zhugong (祝贡寺), más el nombre de una de las principales etnias , la tibetana cuya población supera el 30%.
El nombre tibetano alternativo es Tenzhu (ཐེན་ཀྲུའུ།) que es la transcripción fonética al tibetano del chino Tianzhu.

## Historia
- 6 de mayo de 1950, establecimiento del área autónoma de Bairi.
- 1954, establecimiento del área autónoma tibetana de Bairi.
- 1955, establecimiento del condado autónomo tibetana de Bairi.

## Demografías (2000)
| Etnia     | Población | Porcentaje |
| --------- | --------- | ---------- |
| Han       | 139,190   | 62.88%     |
| Tibetana  | 66,125    | 29.87%     |
| Tu        | 12,633    | 5.71%      |
| Hui       | 1,986     | 0.9%       |
| Mongol    | 961       | 0.43%      |
| Manchu    | 213       | 0.1%       |
| Dongxiang | 90        | 0.04%      |
| Uyghur    | 40        | 0.02%      |
| Miao      | 23        | 0.01%      |
| Otras     | 86        | 0.04%      |

## Clima
| Parámetros climáticos promedio de Bairi | Parámetros climáticos promedio de Bairi | Parámetros climáticos promedio de Bairi | Parámetros climáticos promedio de Bairi | Parámetros climáticos promedio de Bairi | Parámetros climáticos promedio de Bairi | Parámetros climáticos promedio de Bairi | Parámetros climáticos promedio de Bairi | Parámetros climáticos promedio de Bairi | Parámetros climáticos promedio de Bairi | Parámetros climáticos promedio de Bairi | Parámetros climáticos promedio de Bairi | Parámetros climáticos promedio de Bairi | Parámetros climáticos promedio de Bairi |
| Mes                                     | Ene.                                    | Feb.                                    | Mar.                                    | Abr.                                    | May.                                    | Jun.                                    | Jul.                                    | Ago.                                    | Sep.                                    | Oct.                                    | Nov.                                    | Dic.                                    | Anual                                   |
| --------------------------------------- | --------------------------------------- | --------------------------------------- | --------------------------------------- | --------------------------------------- | --------------------------------------- | --------------------------------------- | --------------------------------------- | --------------------------------------- | --------------------------------------- | --------------------------------------- | --------------------------------------- | --------------------------------------- | --------------------------------------- |
| Temp. máx. media (°C)                   | -5                                      | -4                                      |                                         | 6                                       | 10                                      | 14                                      | 16                                      | 15                                      | 10                                      | 6                                       |                                         | -3.3                                    | 5                                       |
| Temp. media (°C)                        | -11                                     | -10                                     | -5                                      |                                         | 5                                       | 9                                       | 11                                      | 10                                      | 6                                       |                                         | -5                                      | -9                                      | 0.1                                     |
| Temp. mín. media (°C)                   | -17                                     | -15                                     | -10                                     | -4                                      |                                         | 4                                       | 6                                       | 6                                       | 1                                       | -3                                      | -10                                     | -14                                     | -4                                      |
| Precipitación total (mm)                | 2                                       | 4                                       | 11                                      | 21                                      | 41                                      | 64                                      | 90                                      | 94                                      | 60                                      | 18                                      | 4                                       | 2                                       | 411                                     |
| Fuente: Weatherbase 2009年12月8日       |                                         |                                         |                                         |                                         |                                         |                                         |                                         |                                         |                                         |                                         |                                         |                                         |                                         |